# Херли (Висконсин)
Херли (енгл. Hurley) град је у америчкој савезној држави Висконсин.

## Демографија
По попису из 2010. године број становника је 1.547, што је 271 (-14,9%) становника мање него 2000. године.
| Група             | 2000.         | 2010.         |
| Белци             | 1.760 (96,8%) | 1.503 (97,2%) |
| Афроамериканци    | 1 (0,1%)      | 1 (0,1%)      |
| Азијати           | 2 (0,1%)      | 3 (0,2%)      |
| Хиспаноамериканци | 16 (0,9%)     | 12 (0,8%)     |
| Укупно            | 1.818         | 1.547         |